# Термагант
Термагант (Termagant, Termagaunt) или Тривигант (Trivigant) — в средневековой европейской литературе (например, «Песне о Роланде» и «Кентерберийских рассказах») вымышленное божество мусульман (сарацин), олицетворявшее буйный разгул и жестокость. Говорил длинными напыщенными тирадами, что было характерно и для других отрицательных персонажей.
Крестоносцы приняли мусульман за язычников и предположили, что Мухаммед, которого они называли Mahomet или Mahound, является их божеством наряду с Термагантом (Тервагант), причём к нему иногда добавляли и других отсутствующих в действительном исламском вероучении персонажей вроде Аполлиона. Вероятно, Термагант является искажённым вариантом итал. Trivigante или фр. Tervagant. Итальянское Trivigante в свою очередь происходит от имени Дианы Тривии (лат. Diana Trivia). Другие предполагали происхождение от имени Гермеса Трисмегиста или какого-то арабского имени. Александр Гейштор выводит имя от славянского божества Триглава. Также существует версия о том, что Термаганта просто кто-то выдумал. 
В английском языке слово termagant стали применять для обозначения буйных и яростных людей. Со временем так стали называть шумных и скандальных женщин («мегер»). Это изменение в значении было вызвано тем, что Термаганта на сцене изображали в восточном халате, который был похож на женскую одежду, которую тогда надевали в Европе.